# Клементина Орлеанская
Мари́я Клементи́на Леопольди́на Кароли́на Клоти́льда Орлеа́нская (фр. Marie Clémentine Léopoldine Caroline Clotilde d'Orléans; 3 июня 1817, Нёйи-сюр-Сен — 16 февраля 1907, Кобургский дворец) — дочь короля Франции Луи-Филиппа I и Марии Амалии Неаполитанской, супруга принца Августа Саксен-Кобург-Готского и мать царя Болгарии Фердинанда I. Дама большого креста ордена Святой Екатерины и ордена Королевы Марии Луизы.

## Биография

### Семья
Клементина родилась 3 июня 1817 года в Нёйи-сюр-Сен, недалеко от Парижа. Она стала шестым ребёнком будущего короля Франции из Орлеанского дома Луи-Филиппа, сына Филиппа Эгалите от Марии Аделаиды де Бурбон, и Марии Амалии Неаполитанской из дома Неаполитанских Бурбонов, дочери короля Обеих Сицилий Фердинанда I от Марии Каролины Австрийской. Крёстными принцессы стали её дядя по линии матери Леопольд, принц Салерно и его супруга Клементина Австрийская. С рождения носила титул «Её Королевское Высочество принцесса Орлеанская».
В юности, по свидетельству современников, была красивой девушкой. Историю принцессе преподавал известный французский историк и публицист Жюль Мишле. В 1830 году отец Клементины стал королём Франции, начав период в истории страны, известный под названием «Июльская монархия».

### Брак
Чрезвычайно умная и амбициозная, принцесса Клементина надеялась выйти замуж за наследного принца одного из европейских королевств. Однако вести переговоры о возможном браке принцессы с европейскими принцами было довольно трудно, так как большинство королевских домов видели в короле Луи-Филиппе узурпатора французского престола и ни один принц, даже из семьи Неаполитанских Бурбонов, к которому принадлежала мать Клементины, не хотел видеть своей женой его дочь.

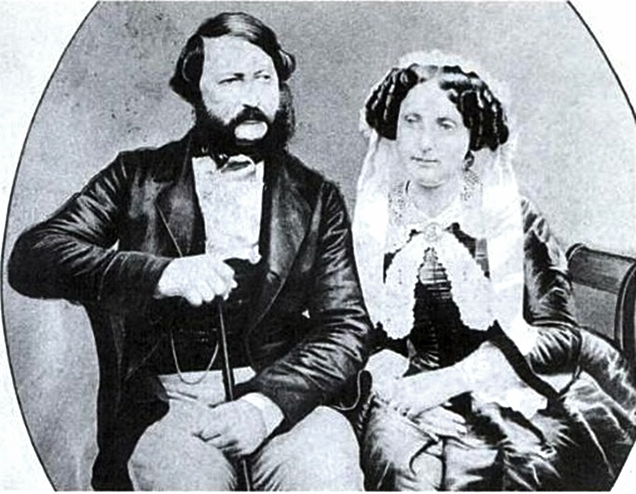
Клементина вместе с супругом

Стараясь выдать дочь замуж, Луи-Филипп вступил в переговоры со своим зятем, королём Бельгии Леопольдом I, который был женат на его старшей дочери Луизе Марии. Леопольд, в свою очередь, начал переговоры со своими братьями, герцогом Эрнстом I и принцем Фердинандом о заключении брака Клементины с сыном последнего, принцем Августом, которому уже исполнилось 25 лет. Переговоры были временно приостановлены из-за смерти старшего сына и наследника Луи-Филиппа, Фердинанда Филиппа.
Несмотря на сильное сопротивление Австрии, пытавшейся помешать заключению брака между французским королевским домом и династией Саксен-Кобург-Гота, брачный договор между Клементиной и принцем Августом был подписан в Вене 25 февраля 1843 года. Сторону жениха представлял бельгийский посол барон О’Салливан де Грасс, сторону невесты — французский посол граф де Флао. Договор предусматривал разделение собственности супругов и устанавливал приданое принцессы в размере 1 миллиона франков. Церемония бракосочетания состоялась 20 апреля 1843 года в замке Сен-Клу.
После брака Август получил от короля титул «Королевского Высочества», который не признали Пруссия и Австрия, где принца продолжали именовать «Его Светлостью». Сначала супруги приняли решения жить в Вене, но вскоре были вынуждены переехать во Францию из-за позиции австрийского государственного канцлера Клеменса фон Меттерниха. После революции 1848 года, которая свергла короля Луи-Филиппа, пара отправилась в изгнание вместе со всей семьёй в Великобританию, затем они переехали в Кобург, а после вернулись в Вену. Находясь в изгнании, принцесса активно занималась попытками возвращения имущества семьи, которое было конфисковано императором Франции Наполеоном III.
Зная, что сама никогда не станет королевой, Клементина пыталась осуществить свои мечты о престоле в своих детях. Её старшие сыновья Филипп и Людвиг Август считались некоторое время наследниками герцога Саксен-Кобург-Готского Эрнста II, который также считался потенциальным претендентом на греческий престол. В 1863 году Людвиг Август вместе со своим двоюродным братом принцем Гастоном Орлеанским отправились в Бразилию в качестве возможных женихов дочерей императора Бразилии Педру II, принцесс Изабеллы и Леопольдины. Клементина надеялась, что её сын женится на старшей дочери императора и наследнице престола Изабелле, но та выбрала в мужья Гастона.

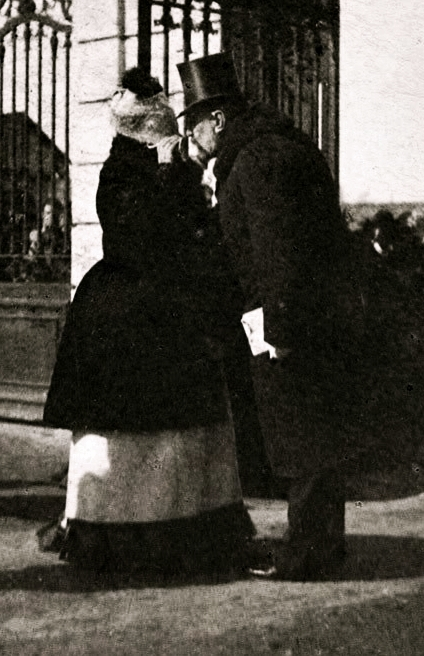
Клементина вместе с младшим сыном князем Болгарии Фердинандом I

### Болгарский престол
В 1886 году после отречения князя Болгарии Александра I Баттенбергского от болгарского престола Клементина возродила надежду посадить одного из своих сыновей на трон. Она активно занималась продвижением кандидатуры своего младшего сына Фердинанда, говоря о нём, что он прекрасно подойдет на роль нового монарха. При поддержке Австрии Фердинанд в 1887 году стал новым правителем Болгарии.
Мать сопровождала сына во время его официального въезда в страну. Будучи очень богатой, Клементина тратила огромные суммы на благотворительность, чем завоевала любовь и уважение болгарского народа. Например, она пожертвовала 4 миллиона франков на завершение строительства железной дороги, которая соединяла Болгарию с другими европейскими странами. Большие средства принцесса вкладывала в больницы и школы для слепых. На её средства был основан Болгарский Красный Крест, первым главой которого стала она сама. Однако её попытка ввести в Болгарии французский стиль одежды для высшего слоя общества привела к негативной реакции среди бедных слоев населения. Клементина считалась одной из самых умных принцесс Европы. Она также была талантливым политиком и дипломатом. Фердинанд много раз посылал мать с дипломатическими миссиями в разные страны Европы.
В феврале 1896 года Фердинанд изменил католическое вероисповедание старшего сына и наследника престола Бориса на православное. Этот поступок обернулся разладом в отношениях с матерью, а также между Фердинандом и императором Австро-Венгрии Францем Иосифом. Ватикан официально отлучил Фердинанда от церкви. Впоследствии он крестил всех остальных детей в католической вере, что обусловило потепление в отношениях с матерью.

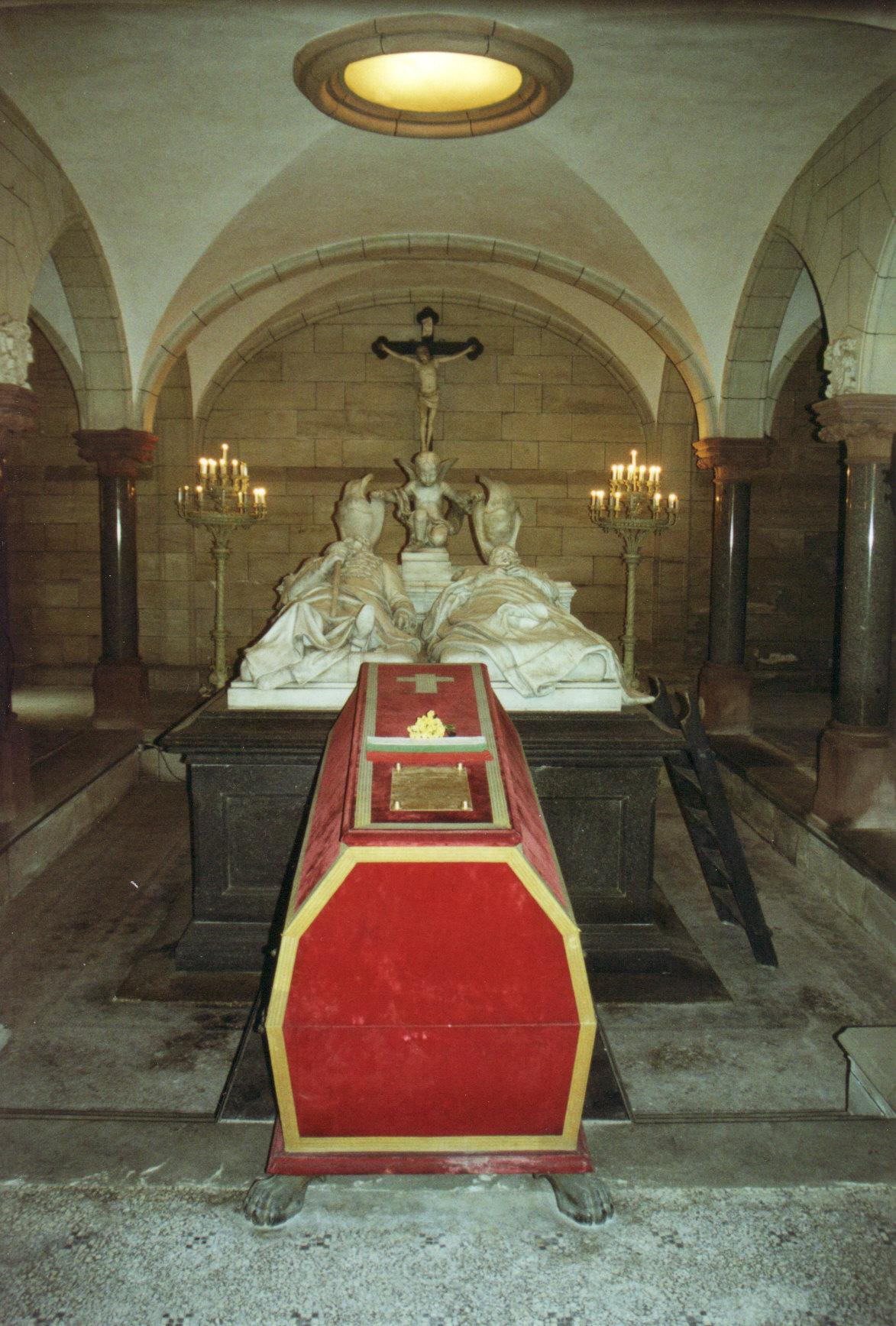
Гробница Клементины и её супруга

12 января 1899 года через 24 часа после рождения четвёртого ребёнка принцессы Надежды Мария-Луиза Бурбон-Пармская, супруга Фердинанда, скончалась от пневмонии и осложнений при родах. Другой сын Клементины Людвиг Август был также вдовцом, и она взяла на себя обязанности по воспитанию своих внуков.
После Илинденского восстания в 1903 году в Болгарию бежало большое количество македонских беженцев. Клементина руководила гуманитарной компанией, которая собирала средства для беженцев по всей Европе. Император Вильгельм II лично пожертвовал на эти цели 2000 франков. В этом же году Клементина и её внук Борис на «Восточном экспрессе» попали в аварию недалеко от границы с Сербией. Принцесса и её внук не пострадали.

### Последние годы
К старости Клементина стала практически глухой и использовала слуховой аппарат. Тем не менее даже после 80 лет она вела активную жизнь, постоянно путешествовала в Париж, где делала покупки и была всегда в курсе последней моды.
Здоровье её резко пошатнулось в 1898 году, когда она перенесла инфекцию в правом лёгком. В начале февраля 1907 года принцесса перенесла грипп, который и привёл её к смерти в возрасте 89 лет. Она умерла в Вене 16 февраля 1907 года. Тело принцессы было погребено в церкви Святого Августина в Кобурге, где были похоронены её супруг, трое их сыновей, невестка и четверо внуков.

## Дети

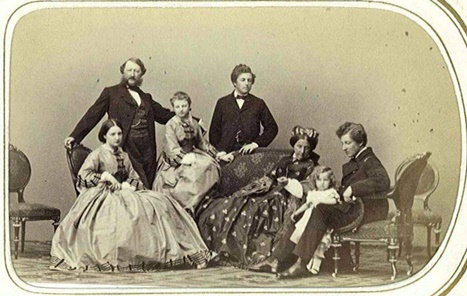
Август и Клементина вместе с детьми

В браке с принцем Августом Саксен-Кобург-Готским, герцогом Саксонским родилось трое сыновей и две дочери:
- принц Фердинанд Филипп Мария Август Рафаэль (1844—1921) — заключил брак с бельгийской принцессой Луизой Марией, дочерью короля Леопольда II, имели сына и дочь;
- принц Людвиг Август Мария Эд (1845—1907) — заключил брак с принцессой Леопольдиной Бразильской, дочерью императора Педру II, имели четверых сыновей;
- принцесса Мария Аделаида Амелия Клотильда (1846—1927) — супруга эрцгерцога Иосифа Карла Австрийского, имели семерых детей;
- принцесса Мария Луиза Франциска Амалия (1848—1894) — супруга герцога Максимилиана Эмануэля Баварского, имели троих сыновей;
- принц Фердинанд Максимилиан Карл Леопольд (1861—1948) — князь Болгарии в 1887—1908 годах, царь Болгарии в 1908—1918 годах, был женат первым браком на принцессе Марии Луизе Бурбон-Пармской, имели двух сыновей и двух дочерей, вторым — на принцессе Элеоноре Рейсс-Кестрицской, детей не было.

|                                                                                                |  |  |  |  |
| Дети Клементины Орлеанской, слева направо: Филипп, Людвиг Август, Клотильда, Амалия, Фердинанд |  |  |  |  |